# 6,5 mm Grendel
Die 6,5 mm Grendel ist eine Mittelpatrone, die 2002 von Bill Alexander und Arne Brennan entwickelt wurde. Die Patrone stellt eine Weiterentwicklung von Lou Palmisanos PPC-Hülse dar, die Schießwettkämpfe seit über 20 Jahren dominierte. Die 6,5 Grendel wurde als rückstoßarme, präzise Patrone mit hoher Reichweite für Gewehre auf AR-15-Basis entwickelt.

## Entwicklung
Die Philosophie hinter der Grendel war „langsamer als andere zu Anfang, schneller zum Schluss“. Hohe Mündungsgeschwindigkeiten (v0) beschleunigen die Abnutzung des Gewehrlaufes und erhöhen dazu den Rückstoß, bedingt durch die austretenden Verbrennungsgase, aber sie erzielen nur dann eine gute Endgeschwindigkeit, wenn das Projektil aerodynamisch effizient ist.

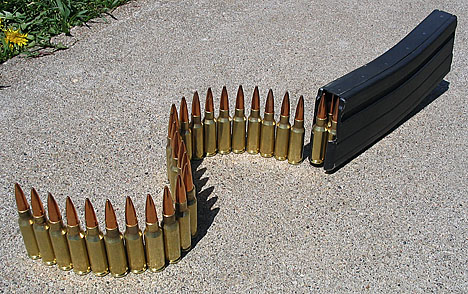
Patronen im Kaliber 6,5 mm Grendel passen ebenfalls in ein STANAG-Magazin

Durch die Begrenzung der Patronenlänge auf die einer üblichen 5,56-mm-NATO-Patrone (zur leichteren Umrüstung existierender Waffensysteme) und die Prämisse, ein wesentlich schwereres Geschoss abzufeuern, wählten die Grendel-Designer eine kurze, dicke Hülse für eine größere Pulvermenge, während gleichzeitig Hülsenlänge gespart wurde für die Verwendung von langen, stromlinienförmigen Geschossen, die im Flug nur wenig Energie verlieren.
Während das Geschossgewicht dem eines M43-Geschosses für ein AK-47 entspricht, ist die Mündungsgeschwindigkeit beträchtlich niedriger als die eines 5,56-mm-NATO-Projektils. Bedingt durch das schwerere Geschoss, die größere Pulvermenge und die wesentlich besseren ballistischen Projektileigenschaften übertrifft die Grendel jedoch beide Vorbildkaliber bei weitem.

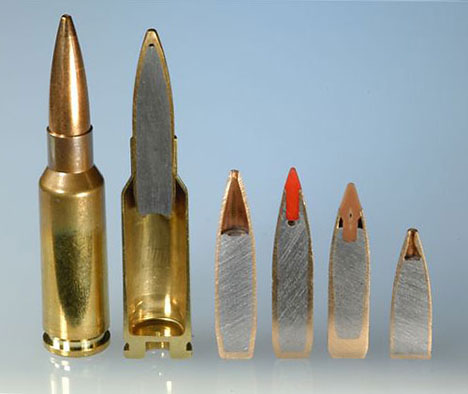
V. l. n. r.: Patronen mit 7,97 g Lapua Scenar, 9,33 g Lapua FMJ; Einzelgeschosse 7,97 g Lapua Scenar, 8,4 g Hornady SST, 7,77 g Nosler und 5,83 g TNT

| Geschosstyp          | Mündungsgeschwindigkeit (m/s) | Geschwindigkeit nach 1000 m (m/s) |
| -------------------- | ----------------------------- | --------------------------------- |
| Lapua Scenar, 6,99 g | 820                           | 355                               |
| Lapua Scenar, 7,97 g | 793                           | 372                               |
| Lapua FMJBT, 9,33 g  | 750                           | 370                               |

## Vor- und Nachteile

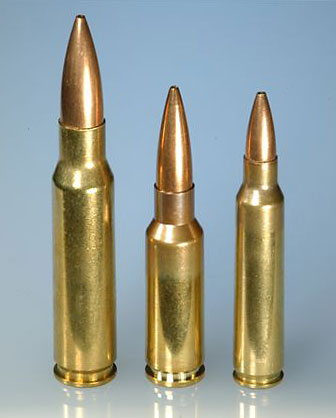
6,5 Grendel im Vergleich mit 7,62 NATO (l.) und 5,56 NATO (r.)

### Rasanz
Das Grendel-Geschoss hat eine hohe Rasanz und verliert auch über die für Sturmgewehre relativ große Distanz von 1000 Metern nur langsam an Geschwindigkeit. Dadurch ist die Flugbahn gestreckter als bei anderen Kalibern, die zwar eine höhere Mündungsgeschwindigkeit aufweisen, aber dafür schneller an Fahrt verlieren und schon deutlich unter 1000 m in den Unterschallbereich abfallen. Somit erleichtert die Grendel das Zielen, da der Schütze die Entfernung nicht so genau einschätzen muss, und noch auf relativ große Reichweiten mit einem einzigen Haltepunkt arbeiten kann.

### Präzision
Durch das lange, schwere und günstig geformte Geschoss wird eine sehr stabile Fluglage erreicht. Leichte Geschosse wie z. B. 5,56 × 45 mm NATO oder 5,45 × 39 mm können aus verschiedenen Gründen schon während des Fluges ins Taumeln geraten, z. B. bei Unterschreiten einer bestimmten Geschwindigkeit (bedingt durch die Projektilform) oder bei Kontakt mit Hindernissen wie Laub oder Zweigen. Die stabile Fluglage des Grendel hingegen ermöglicht Schüsse ohne Präzisionsverlust durch Taumeln.

### Zielwirkung
Kaliber wie 5,56 mm NATO bieten zwar leidlich gute Flugeigenschaften, die Durchschlagskraft ist jedoch eher gering. Weichziele werden auf Distanz durch Treffer nicht so zuverlässig ausgeschaltet wie z. B. durch 7,62 × 51 mm NATO. Das Grendel-Geschoss verspricht durch sein hohes Gewicht und die hohe Geschwindigkeit eine gute Energieabgabe im Ziel, und somit eine ähnlich gute Wirkung wie 7,62 mm NATO auch auf große Entfernungen.

### Einschränkungen
Durch die bewusste Entscheidung, die Patrone genauso lang zu halten wie die 5,56 mm NATO wären zwar bestehende Waffen wie das M16 oder G36 verhältnismäßig einfach auf das neue Kaliber umzurüsten. Dennoch müssten alleine innerhalb der NATO viele Millionen Gewehre aptiert oder neu angeschafft werden, was angesichts des eingeschränkten Wehretats vieler Mitgliedsstaaten schwer zu vermitteln sein dürfte. Bei Gewehren mit fest eingebauter Zieloptik wie dem G36 müsste diese ebenfalls ausgetauscht werden, da diese auf die Flugeigenschaften des bisherigen Kalibers abgestimmt ist.
Aufgrund des mit 11 mm sehr breiten Patronenbodens wird der Munitionsvorrat eingeschränkt. Typische 5,56-mm-NATO-Sturmgewehre haben eine Kapazität von 30 Patronen pro Magazin. Ein ähnlich großes Magazin für die 6,5-mm-Grendel fasst nur 26 Patronen.
Bedingt durch die hohe Pulvermenge und die dadurch erzielte Mündungsenergie von ~2500 J ist der Rückstoß stärker als bei 5,56 mm, jedoch immer noch kontrollierbarer als bei der 7,62 mm NATO. Tatsächlich relevant ist dies vor allem für Feuerstöße.